# Michele Catanzaro
Michele Catanzaro (Roma, 1979) és un periodista italià establert a Barcelona. Té un doctorat en Física per la Universitat Politècnica de Catalunya en teoria de xarxes complexes. Ha treballat des del 2001 com a freelance i ha escrit per a publicacions com Nature, Science, Physicsworld, Chemistry World, The Guardian, El Periódico i Le Scienze, entre d'altres. És autor del llibre Networks: A Very Short Introduction i coautor del documental Fast Track Injustice: The Óscar Sánchez Case (2014), que va rebre el premi Golden Nymph el 2015. El seu treball ha estat reconegut també amb el Premi Internacional de Periodisme Rei d'Espanya i el Premi BBVA Innovadata, entre d'altres. Ha estat director i guionista de RTVE i Barcelona TV. Va ser cap de premsa a l'Institut de Ciències Fotòniques (ICFO) de Barcelona. Ha coordinat conferències públiques sobre ciència a l'associació cultural Ateneu Barcelonès. Ha estat periodista resident a l'Institut d'Estudis Teòrics de Heidelberg.